# SATAN (software)
SATAN (Security Administrator Tool for Analyzing Networks) is een netwerkscanner. SATAN verzamelt en rapporteert informatie over de beveiliging en mogelijke beveiligingslekken van een server. Het was een van de eerste gebruikersvriendelijke netwerkscanners, met een HTML-interface en een uitgebreide documentatie.
SATAN werd ontwikkeld door Dan Farmer en Wietse Venema en is voor het grootste gedeelte geschreven in Perl. Als gebruikersinterface wordt een gewone webbrowser gebruikt. SATAN werd ontwikkeld voor systeembeheerders om het testen van servers op bekende beveiligingslekken te automatiseren.
SATAN werd in 1995 uitgebracht en is daarna niet verder ontwikkeld. Hoewel het een van de meest gebruikte netwerkscanners was, heeft het aan populariteit ingeboet ten gunste van andere netwerkscanners, zoals Nessus, SARA en SAINT.